# Zerbio
Zerbio è una frazione del comune italiano di Caorso, in provincia di Piacenza, nella regione Emilia-Romagna.

## Geografia fisica
Il paese di Zerbio si trova a 42 m s.l.m. in una zona pianeggiante interessata da aree umide a nord del capoluogo comunale, a circa 700 m di distanza dal corso del torrente Chiavenna, poco prima della sua confluenza nel fiume Po, distante circa 1,8 km dalla frazione. dista circa 2 km dal capoluogo e circa 13 km da Piacenza.

## Monumenti e luoghi d'interesse
- Chiesa di San Nicola, chiesa parrocchiale della frazione situata sulla strada comunale all'inizio del paese, è stata costruita nel 1657 per volere di Bernardino Castelli. Inizialmente oratorio compreso nella diocesi di Lodi, passò poi sotto Piacenza nel 1819. Fu elevata a sede di parrocchia nel 1955[1]. L'edificio si presenta a croce latina rovesciata, con facciata a capanna lesenata e decorata con frontone triangolare, preceduta da un sagrato soprelevato in cemento. Sopra il portale d'ingresso si trova una grande finestra rettangolare. Il campanile è addossato sul lato destro del retro e presenta una muratura a mattoni.[4]
- Oasi naturalistica de Pinedo, zona faunistica protetta situata tra i comuni di Caorso e Monticelli d'Ongina, situata nei pressi dell'omonima isola fluviale e raggiungibile dalla località Case Nuove, situata poco oltre Zerbio. Nell'area si possono trovare parecchie specie di uccelli acquatici, tra i quali l'airone rosso ed il falco di palude. La zona ha beneficiato di una scarsissima antropizzazione a causa della vicinanza con la centrale nucleare[5].

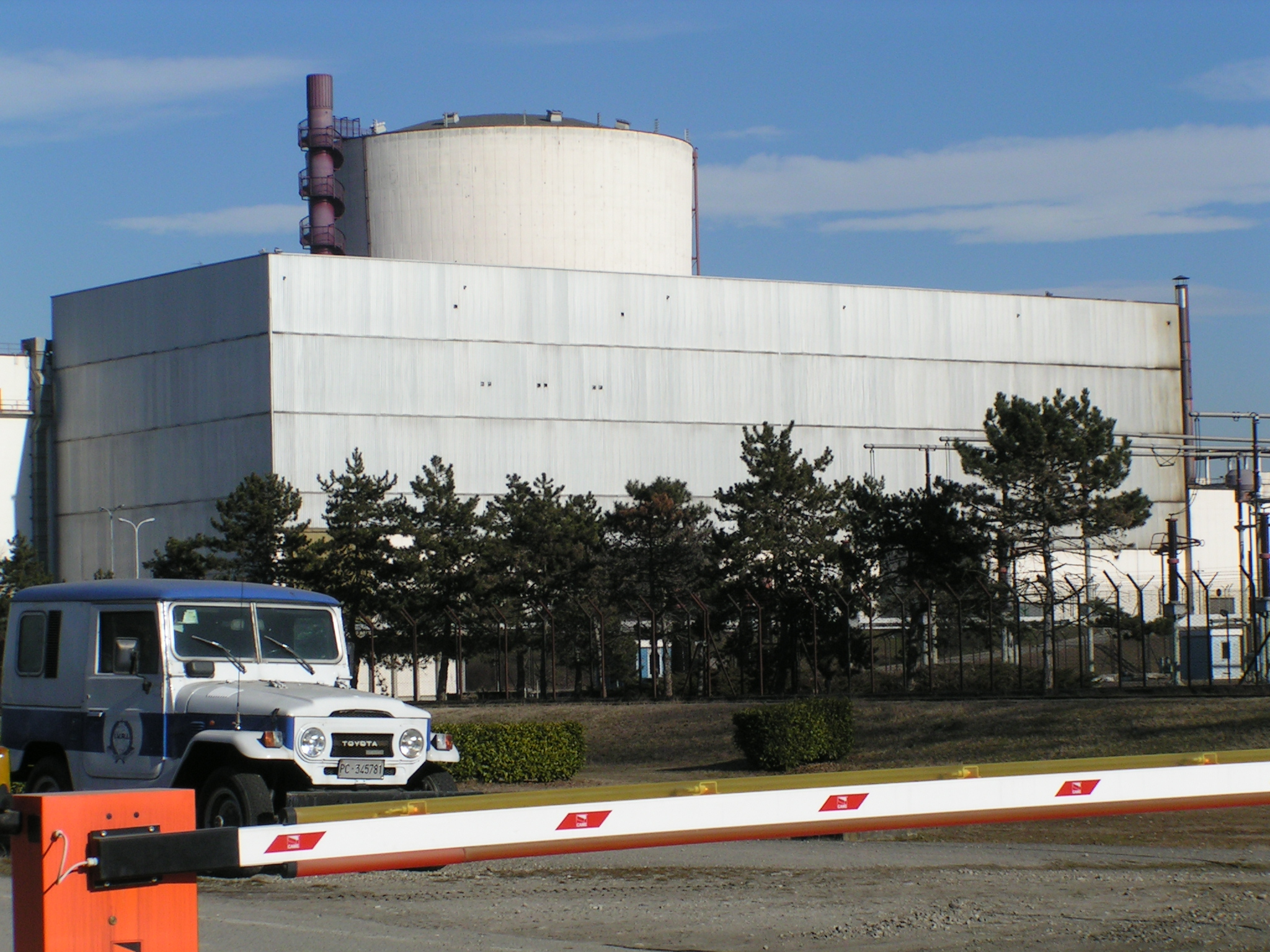
La centrale nucleare

## Economia
Circa 2 km a nord di Zerbio è situata la centrale nucleare di Caorso, la più grande e più recente tra quelle realizzate in Italia; realizzata a partire dagli anni '70, ha iniziato a produrre energia elettrica nel dicembre 1981. Interrotta la produzione nell'ottobre 1986 per consentire la ricarica del combustibile, in seguito ai referendum sul nucleare del 1987, la produzione non viene più ripresa. L'impianto, divenuto di proprietà di Sogin è stato, poi, avviato al decomissioning.